# التعدين في إفريقيا
التعدين والصناعات التعدينيّة في إفريقيا واحدة من أكبر الصناعات المعدنية في العالم. وإفريقيا هي القارة الثانية كُبراً في هذه الصناعة، فمساحة القارة تقدّر بـ 30 مليون كيلومتر مربع؛ مما يعني وجود كميات كبيرة من المواد الخام. في كثير من البلدان الإفريقية يُمثل التنقيب عن المعادن وتكريره جزء هام من اقتصادياتها؛ مما يعني أن معها مفاتيح للنمو الاقتصادي في المستقبل القريب طالما يتم استغلال هذه الموارد بالشكل الأمثل. وإفريقيا غنية بالموارد الطبيعية مع وجود احتياطيات هائلة من المعادن، وتحتل المراكز الأولى في كمية الاحتياطات من خامات البوكسيت والكوبالت والماس والفوسفات الصخري والبلاتين والفيرميكوليت والزركونيوم. أيضاً تنتشر مناجم الذهب التي تُعد من الموارد الرئيسية للصناعات التعدينية في إفريقيا.